# Aile du Nord
 (octobre 2023).
Si vous disposez d'ouvrages ou d'articles de référence ou si vous connaissez des sites web de qualité traitant du thème abordé ici, merci de compléter l'article en donnant les références utiles à sa vérifiabilité et en les liant à la section « Notes et références ».
L’aile du Nord est une partie du château de Versailles, en France. Construite dans les années 1680, elle est de style classique. 

## Localisation
L'aile du Nord, parfois appelée « aile de Noble » ou « aile des Nobles », est située sur le côté nord du corps central du château de Versailles.

## Historique
L'aile du Nord est édifiée par Jules Hardouin-Mansart entre 1685 et 1689.
Elle comprend des pièces dont :
- La chapelle (côté sud, inaugurée en 1710)
- L'opéra (côté nord, introduit en 1770)
- Les Salles des Croisades (Louis-Philippe créa ces salles en détruisant d’anciens appartements de courtisans)
- La Galerie de Pierre haute Nord
- La Galerie de Pierre basse Nord
- Les salles d'Afrique, de Crimée et d'Italie[1] (au dessus des salles des croisades) :
  - Salle de Constantine
  - Salle du Maroc, ensuite appelée salle de Crimée puis salle de Crimée et d'Italie
  - Salle de la Smalah
- Les galeries de l'histoire, inaugurées en 2012

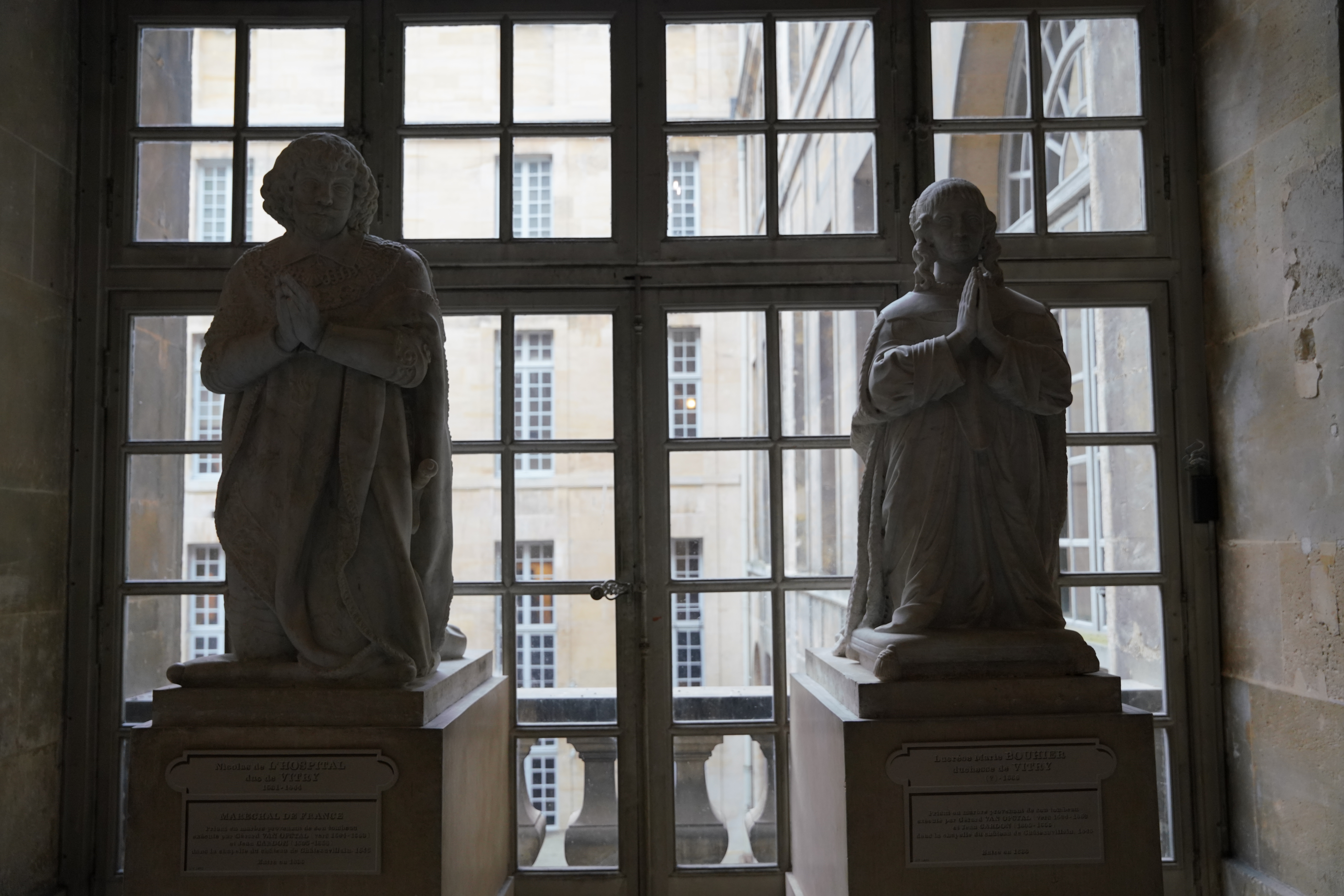
Galerie de Pierre haute.

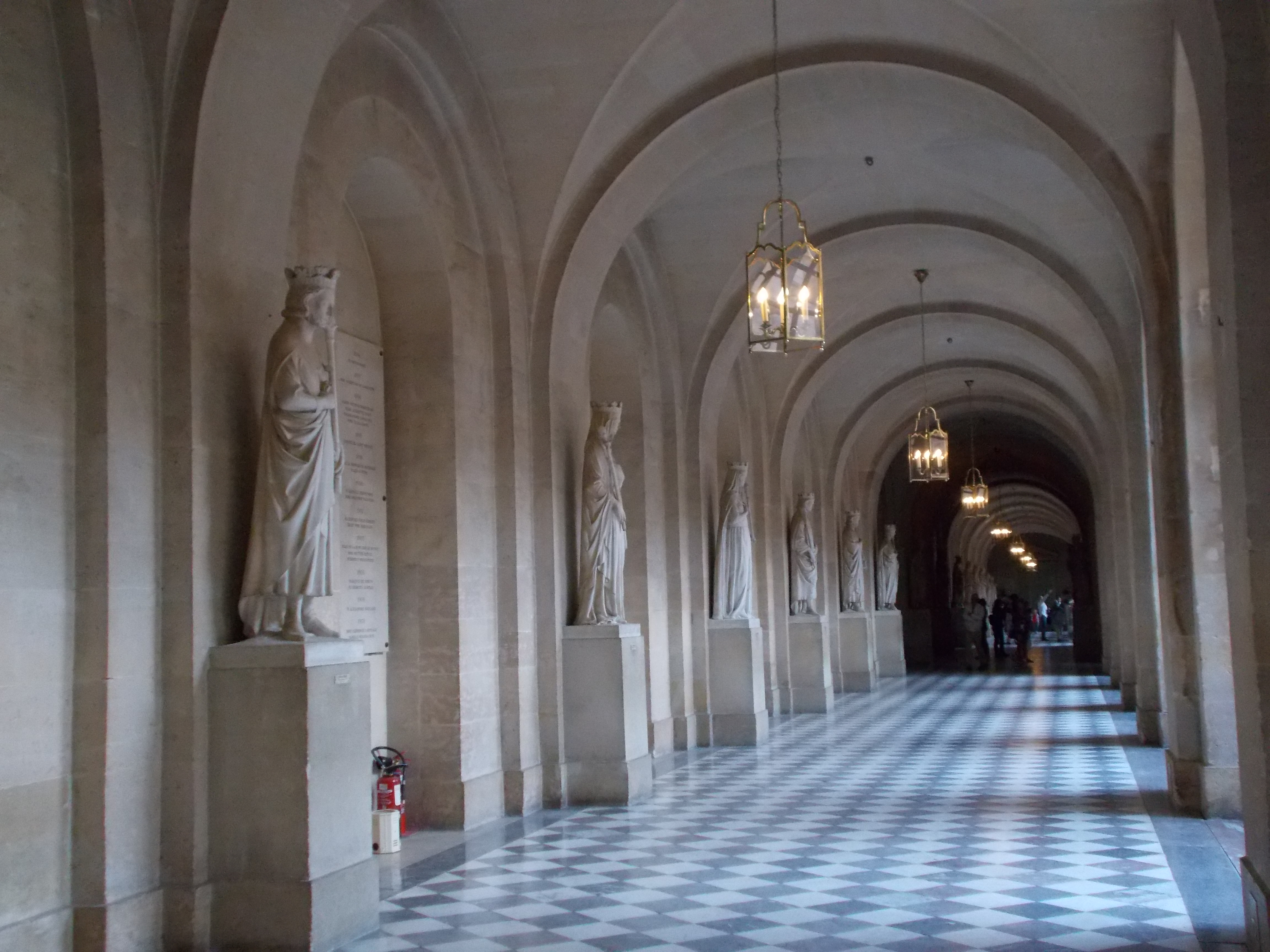
Galerie de Pierre basse.